# 中国商业系统红十字会
中国商业系统红十字会是由中国商业联合会于2000年11月15日向中国红十字会总会提出申请，中国红十字会总会根据《中华人民共和国红十字会法》批准，于2000年12月8日成立的中华人民共和国全国性行业红十字会组织（非法人性质）。2011年12月31日，中国红十字会总会通报撤销了中国商业系统红十字会。

## 历史

### 成立
中国商业联合会于2000年11月15日向中国红十字会总会提出申请，中国红十字会总会根据《中华人民共和国红十字会法》批准成立了中国商业系统红十字会（非法人性质）。该红十字会是中华人民共和国全国性行业红十字会组织之一。
2010年12月8日，中国商业系统红十字会举行了成立10周年纪念会。中国商业系统红十字会名誉副会长、中国商业联合会副会长田元兰、中国红十字会副会长郭长江等到会并讲话。

### 郭美美事件与撤销
2011年发生的郭美美事件令中国商业系统红十字会受到社会质疑，中國紅十字會總會組成調查小組進駐商紅會查帳和調查。同時中國中央電視台《新聞調查》深入探討，調查發現，商紅會本身沒有任何慈善募款，總會也不撥補任何經費，成立初衷就帶有希望依靠紅十字會招牌的社會形象能力吸引一些企業贊助半商業半公益性質的一些合作案，例如博愛小站健檢車同時也進行車廂廣告和賣保險的商業生意。達成紅十字會不必出錢卻又能推動一些公益，然而成立後因不如預期設想進展逐漸發生一些質變，商紅會本身因沒有任何經費運轉逐漸被一家私人公司王鼎企業所掌控，商紅會所有人事和房租都由王鼎企業支出，會中決策和行動也實質由王鼎企業掌控。
王鼎公司利用商紅會帶有紅十字會性質的招牌開始在外經營一系列企業合作案，先後涉及五六家民間企業，合作內容也都是博愛小站之類半商半慈的爭議性專案；郭美美便是其中一間民企董事長的女友，才捲入此事。
2011年7月1日，中国红十字会总会发出声明，宣布暂停中国商业系统红十字会一切活动。声明全文如下：
关于“暂停中国商业系统红十字会一切活动”的声明
中国红十字会总会对近日发生的“郭美美事件”高度重视，曾先后两次发表声明。我们在此对媒体、公众一直以来的关注、监督和信任表示衷心的感谢，并就我们工作中的不足给公众带来的疑虑和不安表示歉意。现就公众关注的中国商业系统红十字会运作方式问题作如下声明：

一、中国商业系统红十字会是由中国商业联合会于2000年11月15日向中国红十字会总会提出申请，经中国红十字会总会批准成立的行业红十字会组织（非法人性质）。中国红十字会总会与中国商业系统红十字会属业务指导关系，不参与中国商业系统红十字会的行政、人事和账户管理工作。

二、邀请审计机构对中国商业系统红十字会成立以来的财务收支进行审计，并商请中国商业联合会成立调查组，调查媒体所反映的中国商业系统红十字会运作方式问题。我们将及时向社会公布审计和调查结果。在此之前，暂停中国商业系统红十字会的一切活动。

三、此次事件使我们深深感受到广大公众对中国红十字事业的殷切期望。我们将切实加强对各级红十字会的业务指导与监督工作，要求各级红十字会严格按照《中华人民共和国红十字会法》和《中国红十字会章程》开展活动。

四、中国红十字会总会将根据社会对中国公益慈善事业的要求，针对自身的不足和缺陷，通过抓好制度建设和规范管理，完善组织建设，加快信息化数据公开平台的建设，进一步增强凝聚力、执行力和公信力。
五、中国红十字会总会再次真诚感谢广大公众和媒体对红十字工作的关心和监督，希望在今后的工作中继续得到大家的支持和信任。我们将以更谨慎的态度，更务实的作风，继续发扬人道主义精神，致力于保护人的生命与健康，把每一份爱心，每一笔善款，传递给最需要帮助的人。

中国红十字会总会
2011年7月1日
2011年12月31日，中国红十字会总会通报撤销了中国商业系统红十字会。通报称，
一、调查结果证实，商红会中不存在“红十字商会”这一机构，没有设立“红十字会商业总经理”这一职务；郭美美与中国红十字会总会及商红会没有任何关系，其炫耀的财富与红十字会、公众捐款及项目资金没有任何关系。

二、商红会自成立后没有按照《中国红十字会章程》的要求，召开会员代表大会，没有理事会、常务理事会等领导机构，不符合行业红十字会的基本组织要求；没有建立完善的财务、合同与项目管理制度，内部管理混乱；部分负责人利用其双重身份，在项目运作中存在关联交易，严重违反公益组织的基本原则。经商中国商业联合会同意，决定撤销商业系统红十字会，并将依据法律法规对遗留问题进行相应处理。

## 领导
- 名誉会长：何济海
- 名誉副会长：田元兰
- 会长：王树培
- 副会长：宋玉梅